# Szahdżahan

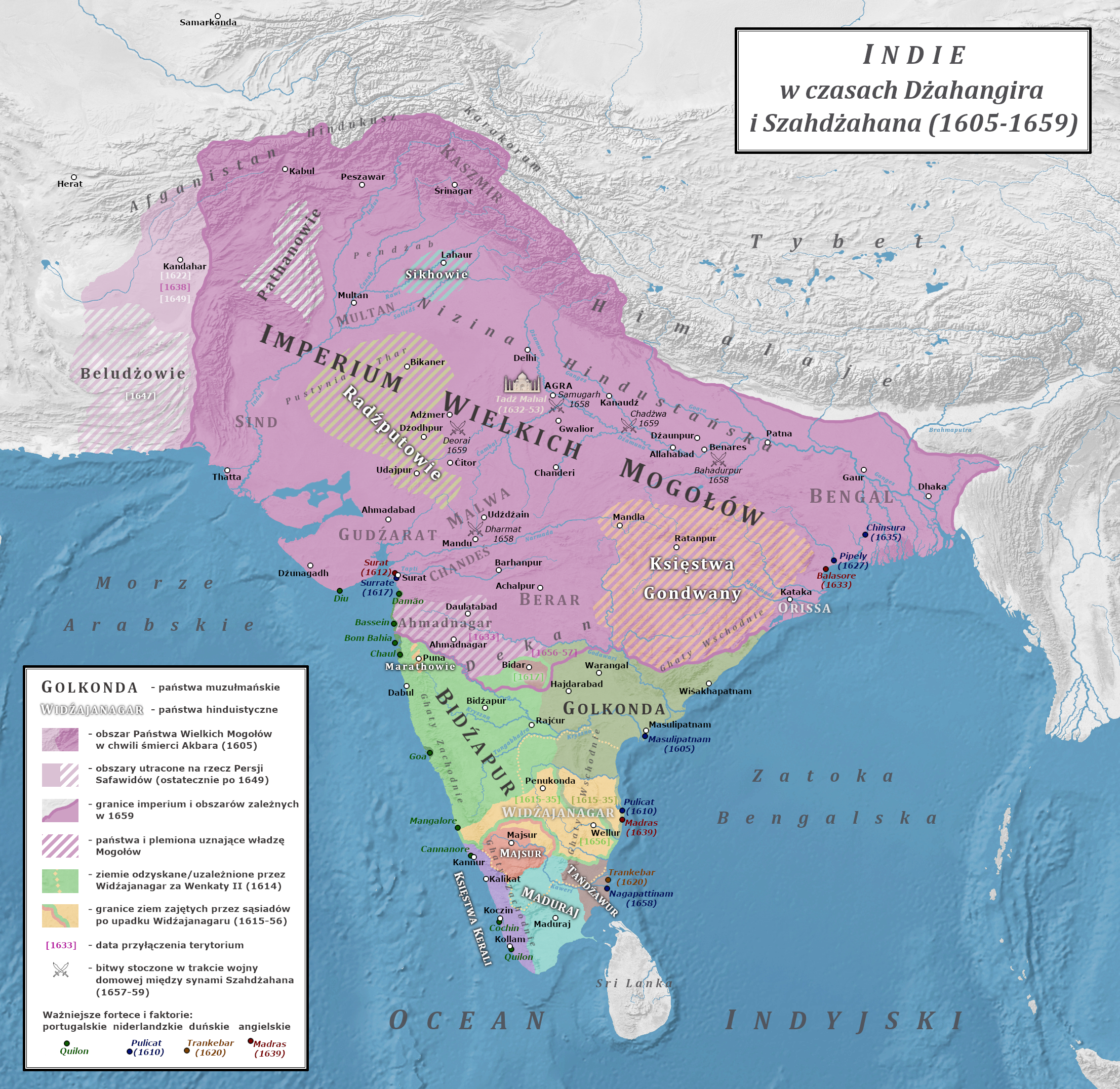
Państwo Wielkich Mogołów za panowania Szahdżahana

Szahdżahan, (albo Szach Dżahan, Shachdżahan) właśc. Shahbuddin Muhammad Szahdżahan (ur. 5 stycznia 1592, zm. 22 stycznia 1666 w Czerwonym Forcie w Agrze) – piąty władca muzułmańskiego imperium w Indiach z dynastii Mogołów, panujący w latach 1628–1658.
W okresie jego panowania imperium Mogołów pozostało pierwszą potęgą Indii, choć sam cesarz nie był wybitnym wodzem i polegał raczej na doradcach. Pod koniec jego panowania bardzo widoczna stała się rywalizacja synów cesarza o władzę. Wygrał ją w 1659 roku trzeci z synów Szahadżahana i Mumtaz Mahal, ostatni ze znaczących mogolskich władców, wielki wojownik i fanatyczny wyznawca islamu Aurangzeb. Sam Szahdżahan ostatnie lata życia spędził w przymusowym odosobnieniu.
Szahdżahan zasłynął ze wzniesienia w latach 1632–1654 w Agrze mauzoleum zwanego Tadź Mahal, na pamiątkę przedwcześnie zmarłej ukochanej żony Mumtaz Mahal. Przez wielu uważane za najpiękniejszą budowlę świata, mauzoleum to jest przykładem eklektycznego stylu mogolskiego w sztuce Indii, który łączył elementy muzułmańskie i perskie z rodzimymi motywami indyjskimi.

## Potomstwo
1. Shahzadi Huralnissa Begum (1613 – 1616)
2. Shahzadi (Imperial Princess) Jahanara Begum (1614 – 1681)
3. Shahzada (Imperial Prince) Dara Shikoh (1615 – 1659)
4. Shahzada Mohammed Sultan Shah Shuja Bahadur (1616 – 1660)
5. Shahzadi Roshanara Begum (1617 – 1671)
6. Badshah Mohinnudin Mohammed Aurangzeb (1618 – 1707)
7. Shahzada Sultan Ummid Baksh (1619 – 1622)
8. Shahzadi Surayya Banu Begum (1621 – 1628)
9. Shahzada Sultan Murad Baksh (1624 – 1661)
10. Shahzada Sultan Luftallah (1626 – 1628)
11. Shahzada Sultan Daulat Afza (1628 – ?)
12. Shahzadi Husnara Begum (1630 – ?)
13. Shahzadi Gauhara Begum (1631 – 1707)